# Bleeding Gums Murphy
Bleeding Gums Murphy (dansk: Blødende Gummer Murphy) er jazzmusiker i byen Springfield og Lisa Simpsons idol og ven, han bliver kaldt Bleeding Gums Murphy fordi han aldrig har været til tandlægen i hele sit liv. Han spiller i baren der hedder "Jazzhullet", hvor Lisa tit er henne. Lisa møder ham første gang i afsnittet "Moaning Lisa", hvor han hjælper hende med at blive i bedre humør. I et senere afsnit, "Round Springfield", dør Bleeding Gums Murphy af et hjertetilfælde, man hører også at hans forsvunde bror er Dr. Julius Hibbert. Lisa vil gøre sådan at han bliver husket, efter hans død, ved at købe hans plade "Sax on the Beach" og sende den på radio. Man ser ham i en sky i himlen, ligesom i Disney-filmen Løvernes Konge. Simbas far Mufasa, Star Wars-skurken Darth Vader og en CNN-vært er der også. Det sjove ved det, er at det er James Earl Jones Der lægger stemmme til de tre andre figurer. Man ser ham i skyen, fordi han takker Lisa for at få ham husket. Selvom at han er død, er han stadigvæk med i The Simpsonsintroen, men i afsnittet, "Kill Gil Vols 1 & 2" er han ikke med fordi det er et afsnit der handler om jul og introen er genindspillet med nye effekter. Introen er næsten rigtig, bortset fra at over det hele er der jul. Skaberne lavede det om, fordi det virker ikke at han er med i introen selvom han er død. Bleeding Gums Murphy bliver lagt stemme til af Ron Taylor. Også Daryl L. Coley, men kun i afsnittet "Dancin Homer".